# Hungerfordia pelewensis
Hungerfordia pelewensis is een slakkensoort uit de familie van de Diplommatinidae. De wetenschappelijke naam van de soort werd voor het eerst geldig gepubliceerd in 1889 door R. H. Beddome.